# Сендзишув-Малопольски
Сендзишув-Малопольски (пол. Sędziszów Małopolski) — город в Польше, входит в Подкарпатское воеводство, Ропчицко-Сендзишувский повят. Имеет статус городско-сельской гмины. Занимает площадь 9,96 км². Население — 7121 человек (на 2006 год).

## Фотографии

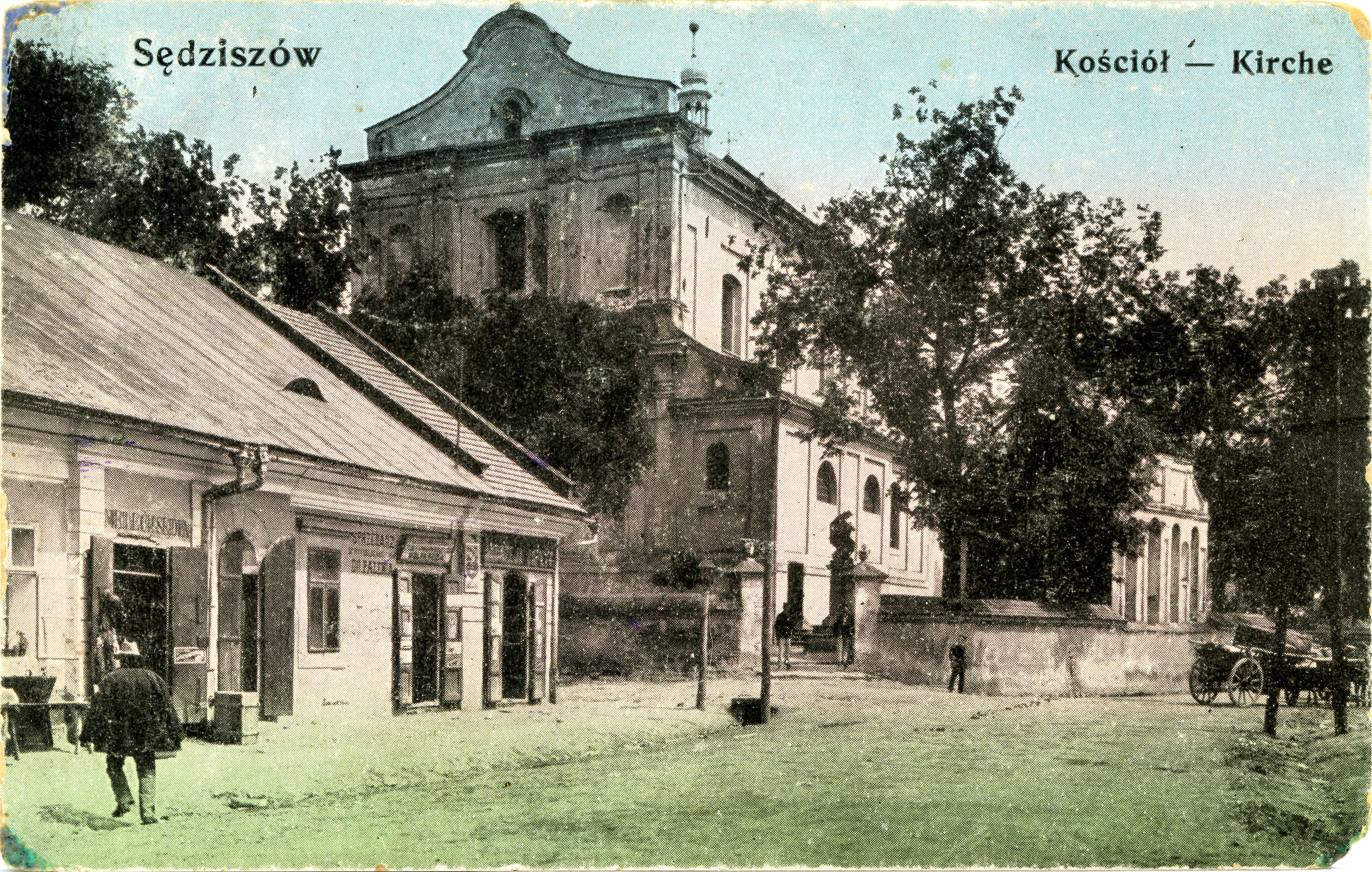
Костёл
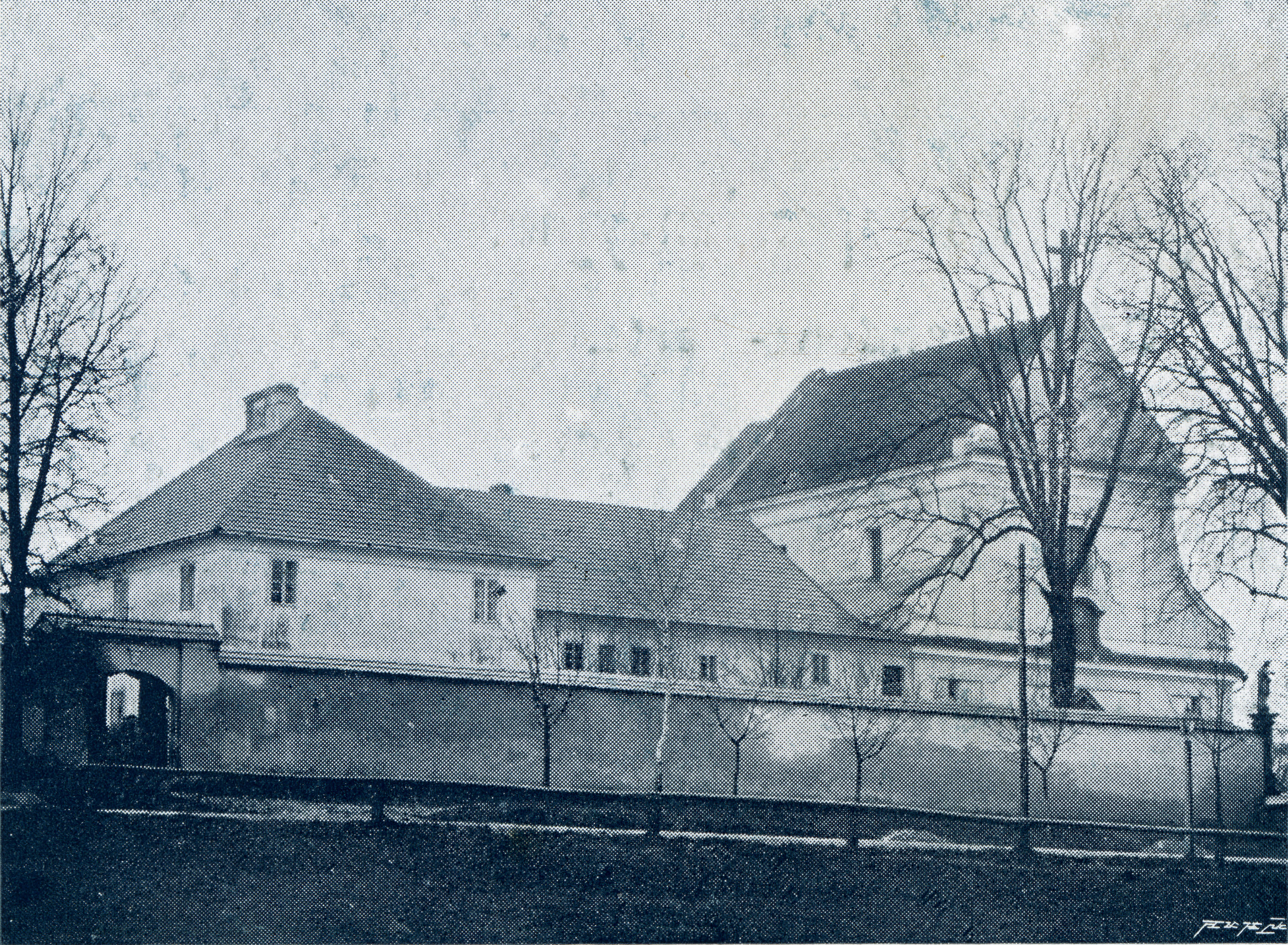
Костёл
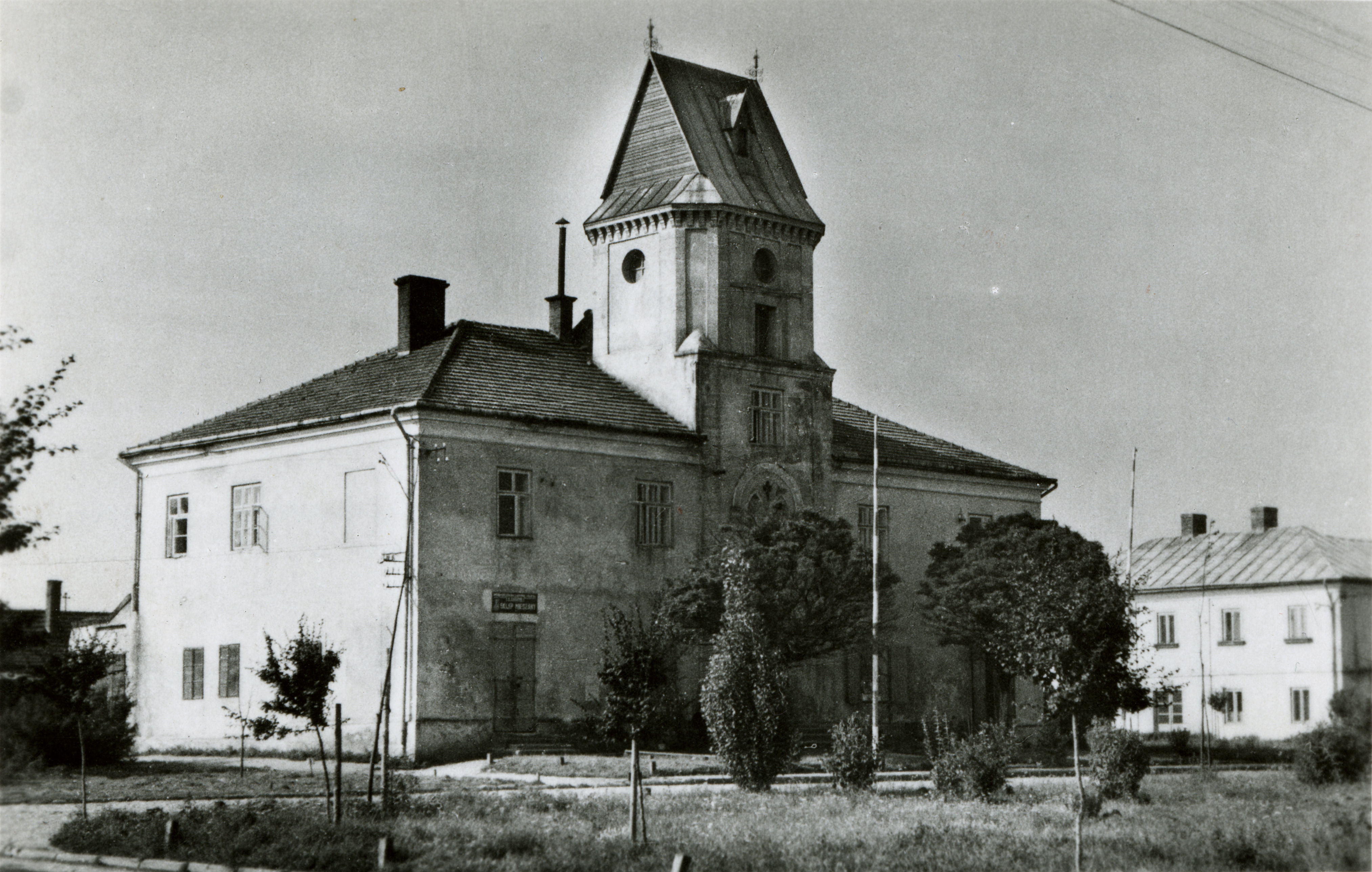
Ратуша
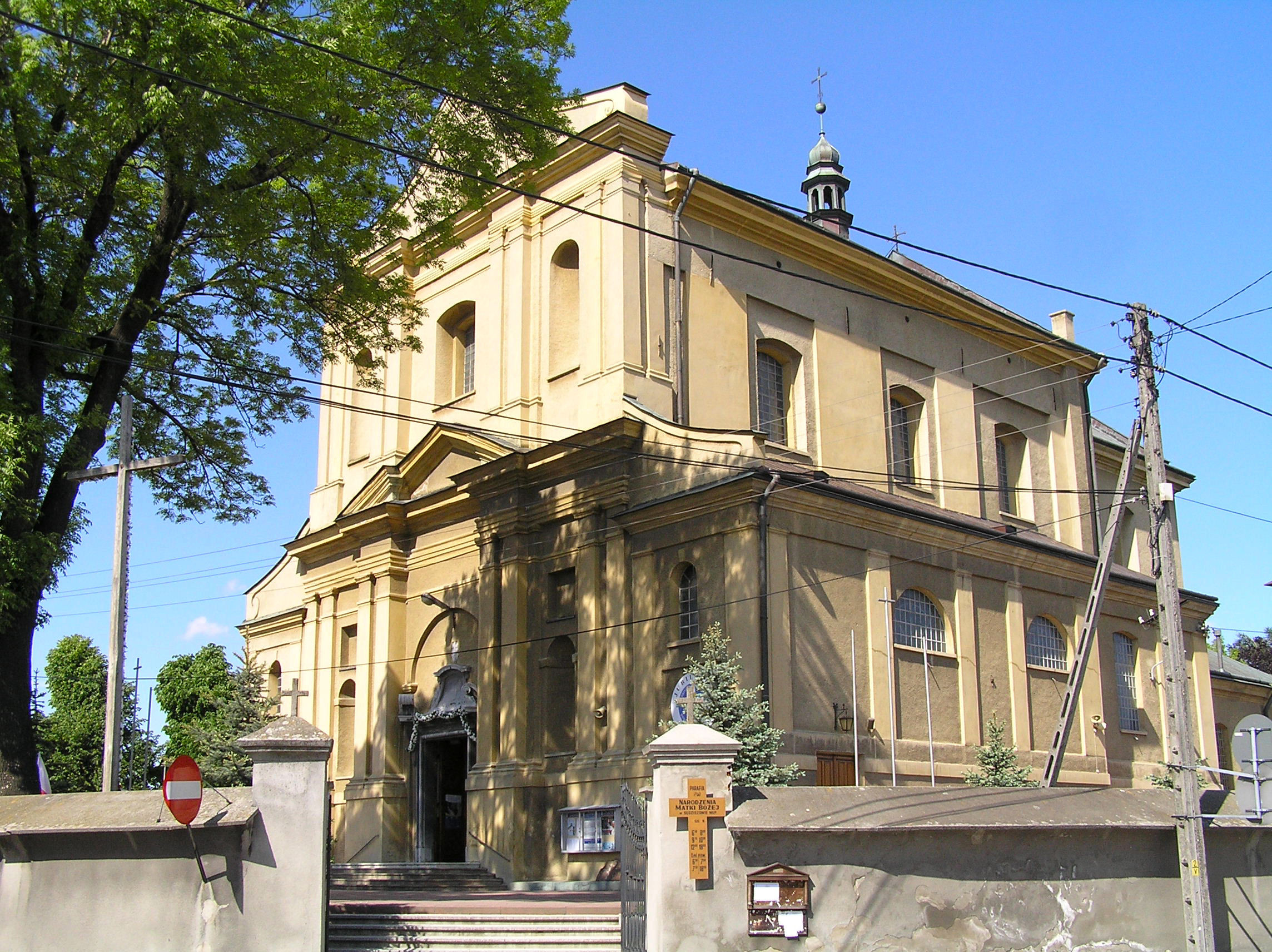
Костёл
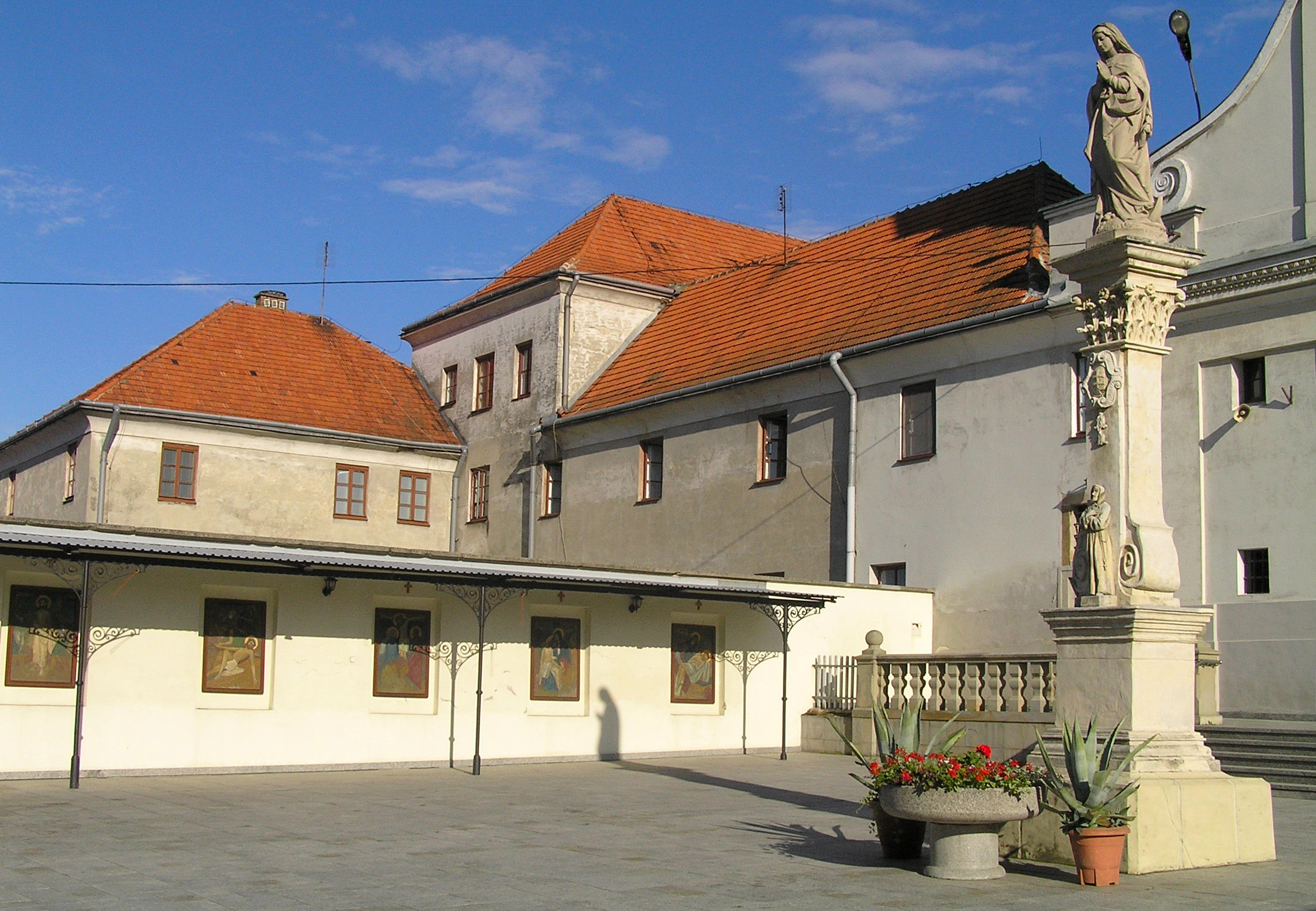
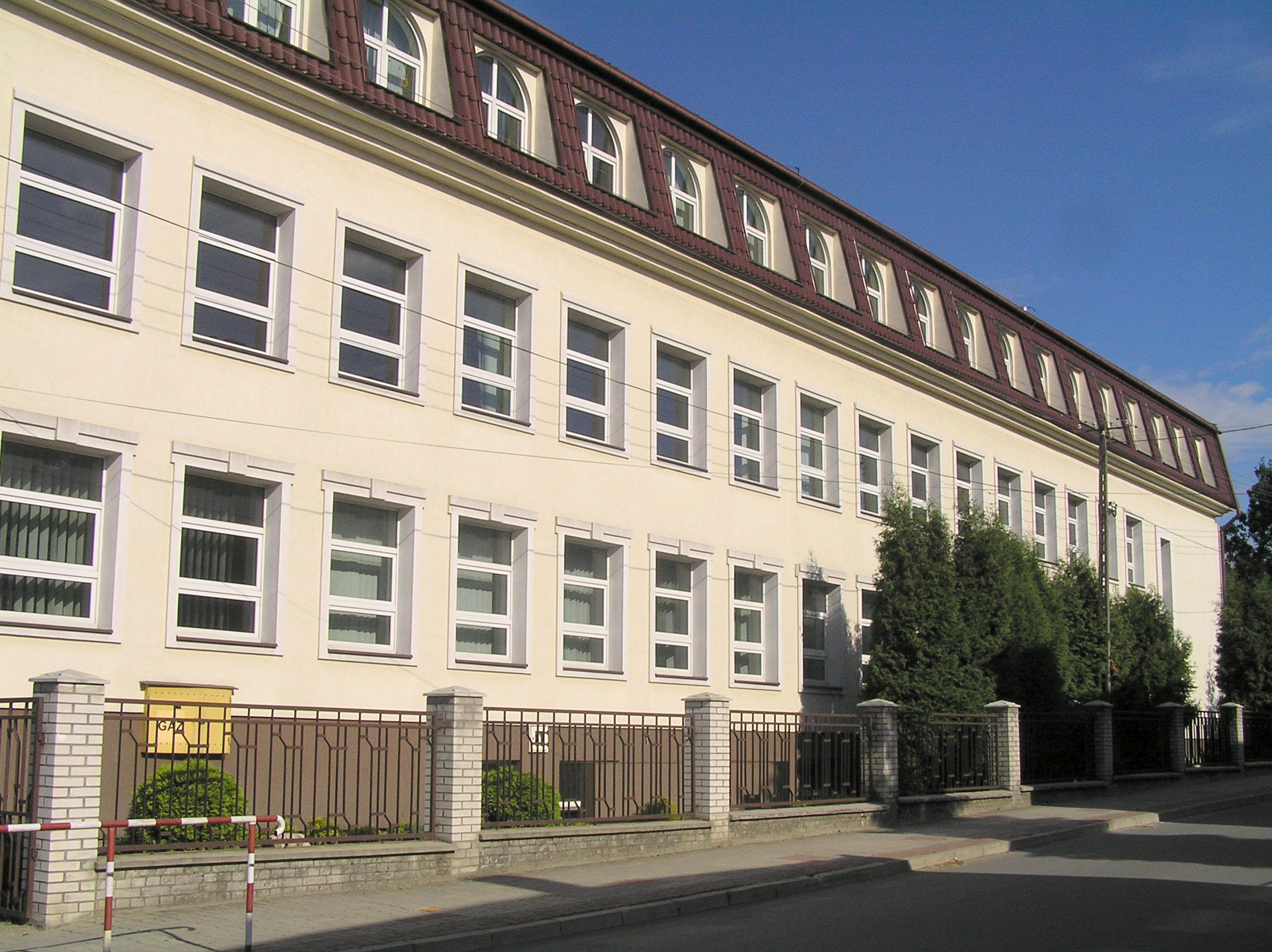
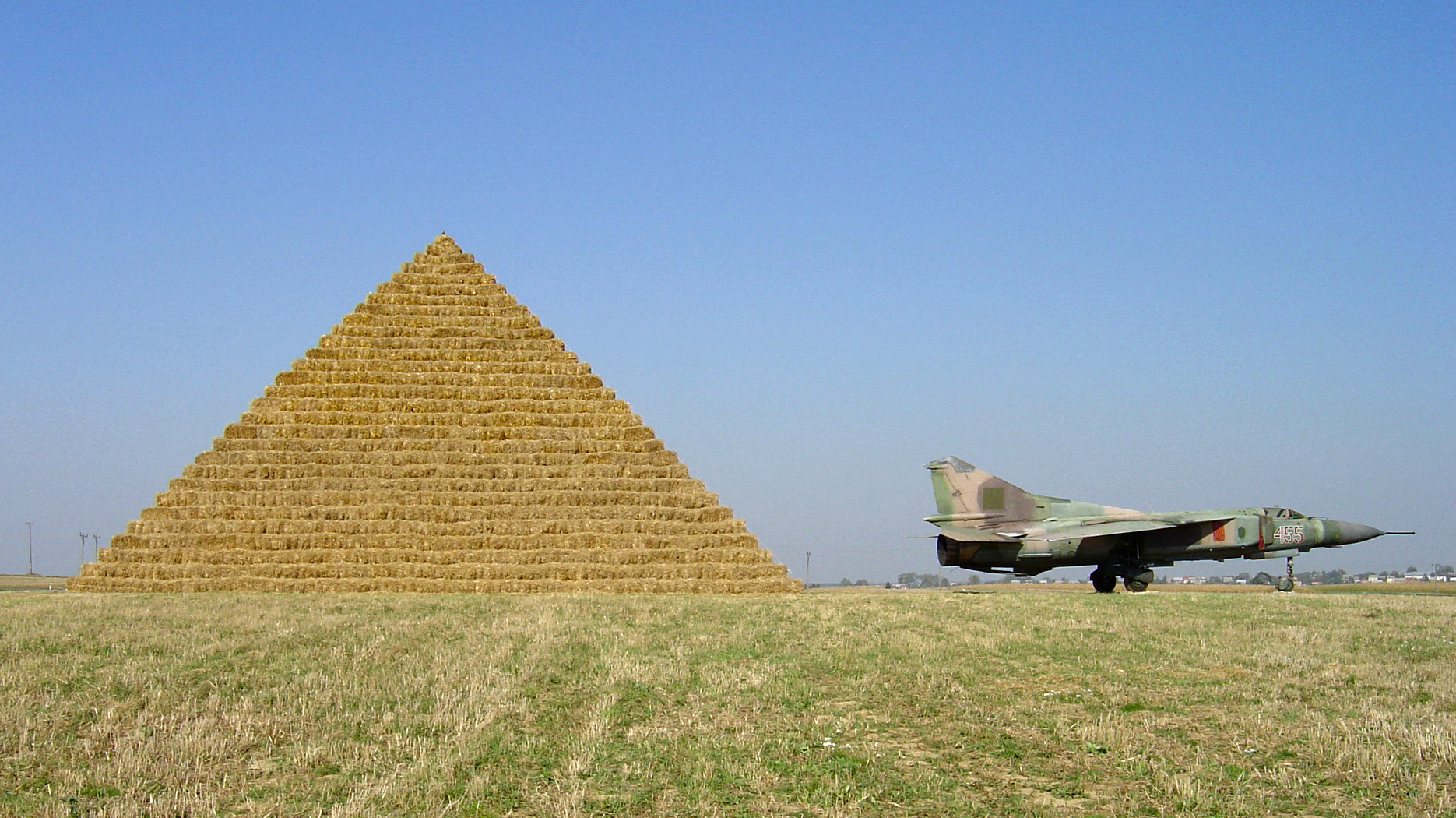